# روشنک نوعدوست
روشنک نوع‌دوست (۱۲۷۷- ۱۳۳۸) روزنامه‌نگار و از پیشگامان جنبش زنان در ایران بود. او از موسسان جمعیت پیک سعادت نسوان در رشت و صاحب امتیاز نشریه پیک سعادت نسوان بود.
روشنک در سال ۱۲۷۷ در رشت به دنیا آمد. پدرش پزشکی روشنفکر بود. او در کودکی ابتدا نزد پدر درس خواند و سپس زبان‌های عربی و فرانسه را آموخت.
روشنک نوعدوست در ۱۲۹۷ مدرسه‌ای با ۳ کلاس برای زنان و دختران در رشت تأسیس کرد. پس از جنبش مشروطه و بعد از تشکیل نخستین کنگره حزب کمونیست ایران در بندر انزلی (۱۲۹۹)، با تعدادی از زنان رشت جمعیت پیک سعادت نسوان را برای پی‌گیری حقوق سیاسی و اجتماعی زنان تأسیس کردند و به تأسیس مدرسه دخترانه، کلاس‌های صنایع دست‌دوزی، کتابخانه، برپایی تئاتر و سخنرانی برای زنان پرداختند. آنان نشریه پیک سعادت نسوان را نیز منتشر می‌کردند که روشنک نوعدوست صاحب امتیاز آن بود.
او نوۀ پسری میرزا یحیی نوری بود. روشنک بیماری‌های گوناگونی داشت و در بهار ۱۳۳۸ برای معالجه به تهران رفت. خواهرش ملوک به اتفاق فرزندانش او را در این سفر همراهی کردند. بیماری درمان نشد و روشنک در بیمارستان در گذشت و پیکرش را  در ابن بابویه شهر ری دفن کردند. مدرسه او تا زمان انقلاب اسلامی در رشت فعال بود. این مدرسه بعد از انقلاب نامش به «عصمت» تغییر کرد. 